# 栗下駅
栗下駅（ユラえき）は、大韓民国大邱広域市東区にある大邱交通公社1号線の駅である。駅番号は142。

## 駅構造
- 相対式ホーム2面2線の地下駅。

## 駅周辺
- 安心1洞住民センター
- 安心2洞住民センター
- 大邱安一初等学校
- 栗下洞郵便局
- ロッテショッピングプラザ

## 歴史
- 1998年5月2日 - 開業。

## 隣の駅
大邱交通公社
●1号線
龍渓駅 (141) - 栗下駅 (142) - 新基駅 (143)